# Pessimisme van het verstand, optimisme van de wil

Gramsci met zijn motto in het Portugees "Sou um pessimista pela inteligência e um otimista por desejo".

Pessimisme van het verstand, optimisme van de wil (Italiaans: Pessimismo dell'intelligenza, ottimismo della volontà) is een motto beroemd gemaakt door Antonio Gramsci. Hij schreef deze woorden in het blad L'Ordine Nuovo (1920), en stipte aan dat Romain Rolland ze gebruikt had in verband met de socialistische revolutie. Gramsci maakte er zijn lijfspreuk van en noemt het op verschillende plaatsen in zijn brieven en in de Quaderni del carcere (schriften uit de gevangenis).
Rolland, die zijn gevleugeld woord klaarblijkelijk alleen mondeling doorgaf, was misschien geïnspireerd door een verwante formule die hij volgens de filoloog Mazzino Montinari gekend moet hebben via zijn vriendin en medewerkster Malwida von Meysenbug. In haar memoires schrijft zij over een verblijf in Sorrento met Friedrich Nietzsche in de winter van 1876-77. Een leerling van Nietzsche beschikte daar over handgeschreven dictaat van de colleges van Jacob Burckhardt aan de universiteit van Bazel. Meysenbug citeert Burckhardt over het wezen van de Griekse beschaving: Pessimismus der Weltanschauung und Optimismus des Temperaments. Vergelijkbare uitspraken zijn te vinden in de geschriften van Francesco Saverio Nitti en Benoît Malon.

## Voetnoten
1. ↑  "Discorso agli anarchici", in: L'Ordine Nuovo, nr. 43, 3-10 april 1920
2. ↑  Mazzino Montinari, Per una discussione dell'interpretazione lukacsiana di Nietzsche, in: Il caso Nietzsche. Quaderni del convegno, Cremona, Fieschi, 1973
3. ↑  Malwida von Meysenbug, Der Lebensabend einer Idealistin. Nachtrag zu den Memoiren einer Idealistin, 1898, p. 34